# 潘永和
潘永和，江苏溧阳人，汉族，中华人民共和国政治人物、第十一届全国人民代表大会江苏地区代表。
毕业于江苏省委党校政治经济学专业，是中共党员。担任江苏省交通厅厅长。2008年起担任全国人大代表。